# Paraguarí
Paraguarí è una città del Paraguay, capoluogo del dipartimento di Paraguarí.

## Geografia
La città è situata a 66 km a sud-est dalla capitale nazionale, Asunción.

## Storia
La città fu fondata nel 1775 da Agustín Fernando de Pinedo sui territori precedentemente interessati alle riduzioni gesuite, soppresse nel 1767.
Il 19 gennaio 1811 con la battaglia di Paraguarí, vinta dall'esercito paraguaiano contro le truppe argentine di Manuel Belgrano sancì in pratica l'indipendenza del paese.

## Monumenti e luoghi d'interesse
- Cattedrale di San Tommaso Apostolo

## Società

### Popolazione
Al censimento del 2002 Paraguarí contava una popolazione urbana di 8.307 abitanti (22.154 nel distretto), secondo i dati della Dirección General de Estadística, Encuestas y Censos.

## Economia
L'attività principale del territorio di Paraguarí è l'allevamento, mentre le industrie sono pressoché assenti

### Turismo
Nel paese la città è famosa come “capitale del torin”, una corrida di tori di tradizione paraguayana. Nelle vicinanze è presente la eco-riserva Mbatoví, un parco naturale privato dove è possibile effettuare visite guidate.

## Infrastrutture e trasporti
Paraguarí è attraversata dalla strada nazionale 1 che unisce Asunción con il sud del Paraguay e con l'Argentina.